# Glaserei

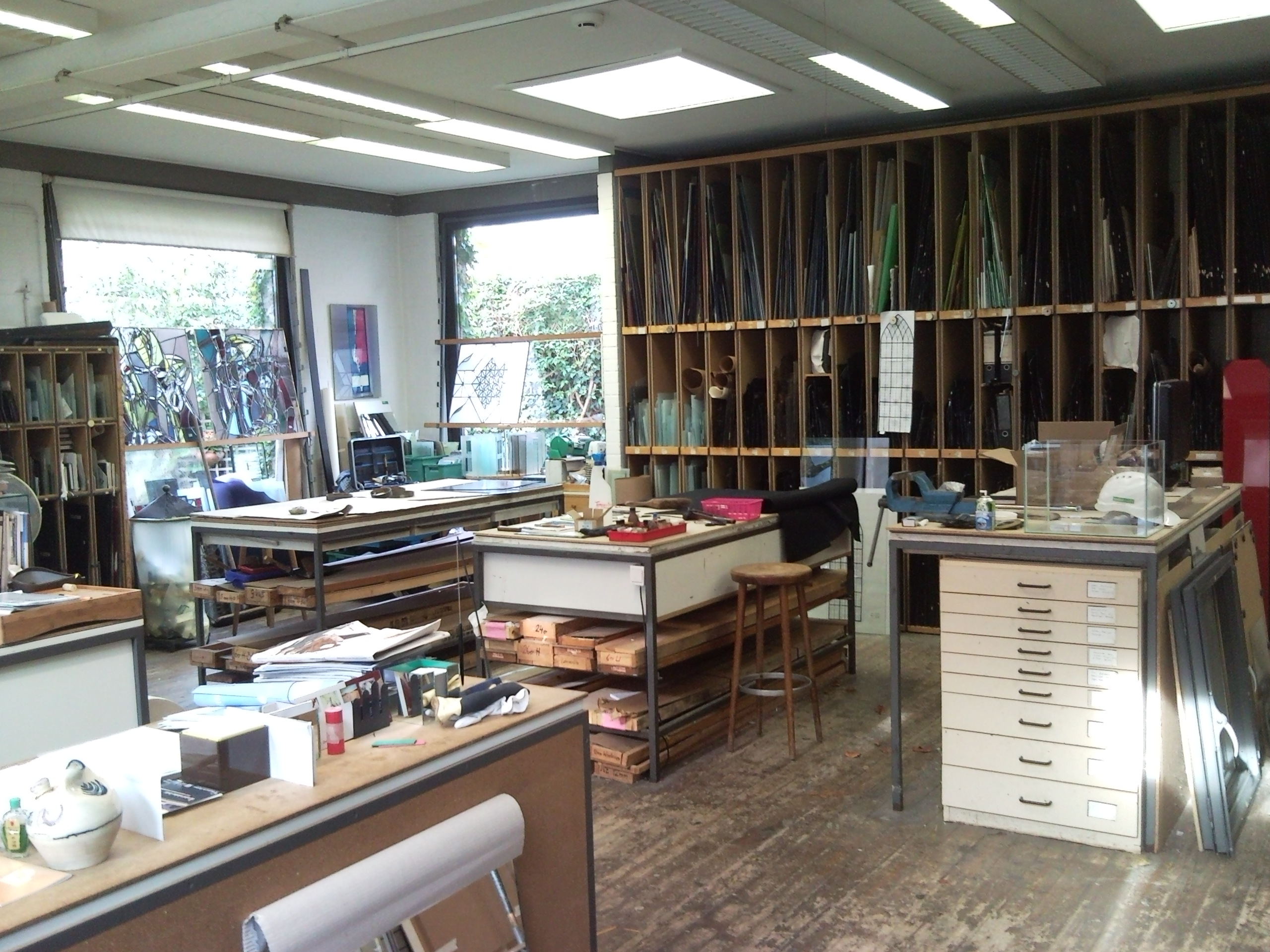
Werkstatt für Bleiverglasung mit Regallager für Echtantikgläser.

Eine Glaserei ist ein Handwerksbetrieb, in dem der Beruf des Glasers ausgeübt wird. In der Regel hat eine Glaserei ein Lager, in dem die Glasscheiben verschiedener Größe und Stärke auf so genannten Glasböcken senkrecht oder leicht schräg gelagert werden.
Der Zuschnitt erfolgt auf dem Zuschneidetisch mittels eines Glasschneiders, der an seiner Spitze ein Rädchen aus gehärtetem Stahl besitzt und damit auf dem Glas eine Spur hinterlässt, wenn man mit dem Werkzeug über die Glasoberfläche druckausübenderweise – meist an einer Schiene – entlang fährt. Dabei entsteht eine Sollbruchstelle, die durch Druck an dieser Spur das Glas in zwei Teile zerbrechen lässt. Traditionellerweise wird die Scheibe mittels des Stiftdrahts oder Glaserecken in das Fenster gefügt.
Der Fenster- und Glasfassadenbau zählt traditionell zum Glaserhandwerk, sodass solche Betriebe oft ebenfalls als Glaserei bezeichnet werden.
Am 30. Juni 2013 gab es 10.803 sozialversicherungspflichtig beschäftigte Personen in Glasereien in Deutschland.